# Pullman-sztrájk
A Pullman-sztrájk két, egymással összefüggő sztrájk volt 1894-ben, amelyek a mély gazdasági válság időszakában alakították az Amerikai Egyesült Államok nemzeti munkapolitikáját. Először az Amerikai Vasúti Szakszervezet (ARU) sztrájkja következett be a Pullman gyár ellen Chicagóban 1894 tavaszán. Amikor ez kudarcot vallott, az ARU országos bojkottot indított minden olyan vonat ellen, amely Pullman személykocsikat továbbított. 1894. május 11-től július 20-ig tartott az országos vasúti bojkott, amely fordulópontot jelentett az amerikai munkajogban. A bojkott az Amerikai Vasúti Szakszervezetet (ARU) állította szembe a Pullman Company-val, a fő vasúttársaságokkal, a fő szakszervezetekkel és a Grover Cleveland elnök vezette szövetségi kormánnyal. A sztrájk és a bojkott az ország teher- és személyforgalmának nagy részét leállította a michigani Detroittól nyugatra. A konfliktus Chicagóban kezdődött, május 11-én, amikor a Pullman Company közel 4000 gyári alkalmazottja vadsztrájkba kezdett, válaszul a közelmúltbeli bércsökkentésekre. A Pullman kocsikat építő gyári munkások többsége a Chicagótól nem messze fekvő Pullman "vállalati városban" élt. Jennie Curtis, aki Pullmanban élt, az ARU LOCAL 269 varrónő szakszervezet elnöke volt, beszédet mondott az ARU kongresszusán, amelyben a sztrájkra buzdította az embereket. A várost mintaközösségnek tervezte névadó alapítója és tulajdonosa, George Pullman.
Ahogy az 1893-as pánik meggyengítette a gazdaság nagy részét, a vasúttársaságok megszüntették a Pullman által gyártott új személykocsik vásárlását. Amikor a cége elbocsátotta a munkásokat és csökkentette a béreket, nem csökkentette a bérleti díjakat, és a munkások sztrájkot hirdettek. A sztrájk okai között szerepelt a demokrácia hiánya Pullman városában és annak politikájában, a munkások merev, paternalista ellenőrzése a vállalat részéről, a túlzott víz- és gázdíjak, valamint az, hogy a vállalat nem engedte meg a munkásoknak, hogy házat vásároljanak és birtokoljanak. 1893-ban Eugene V. Debs által alapított Amerikai Vasúti Szakszervezet (ARU) a vasutasok szervezete volt. Debs ARU-szervezőket vitt Pullmanhoz, és az elégedetlen gyári munkások közül sokakat szerződtettek. Amikor a Pullman Company elutasította az ARU elismerését vagy bármilyen tárgyalást, az ARU sztrájkot hirdetett a gyár ellen, de ez nem mutatta a siker jelét. A sztrájk megnyerése érdekében Debs úgy döntött, hogy leállítja a Pullman-kocsik vasúti közlekedését. A sínpáron felüli Pullman alkalmazottak (mint például a kalauzok és a hordárok) nem sztrájkoltak.
Debs és az ARU tömeges bojkottra szólított fel minden olyan vonat ellen, amely Pullman-kocsit szállított. A bojkott a Detroittól nyugatra fekvő legtöbb vasútvonalat érintette, és csúcspontján 27 államban mintegy 250 000 munkást érintett. Az Amerikai Munkásszövetség (AFL) ellenezte a bojkottot, mert az ARU megpróbálta elvenni a tagságát. A magas presztízsű vasúti testvérszervezetek, a kalauzok és a mérnökök ellenezték a bojkottot. A Tűzoltó Testvériség - amelynek Debs prominens vezetője volt - megosztott volt. A vasutak vezérigazgatói szövetsége koordinálta az ellenállást. Csak Chicagóban harminc ember halt meg a zavargásokban. David Ray Papke történész, Almont Lindsey 1942-ben megjelent munkájára építve, további 40 halálos áldozatot becsült más államokban. A vagyoni kár meghaladta a 80 millió dollárt.
A szövetségi kormány végzést kapott a szakszervezet, Debs és más bojkottvezetők ellen, amelyben felszólította őket, hogy ne zavarják a postakocsikat szállító vonatokat. Miután a sztrájkolók ezt megtagadták, Grover Cleveland elnök elrendelte a hadsereg bevetését, hogy megakadályozzák a sztrájkolóknak a vonatok akadályozását. Több városban erőszak tört ki, és a sztrájk összeomlott. A Clarence Darrow-t is magában foglaló csapat védelmében Debs-t bírósági határozat megsértése miatt elítélték és börtönbüntetésre ítélték; az ARU ezután feloszlott.

## Háttér

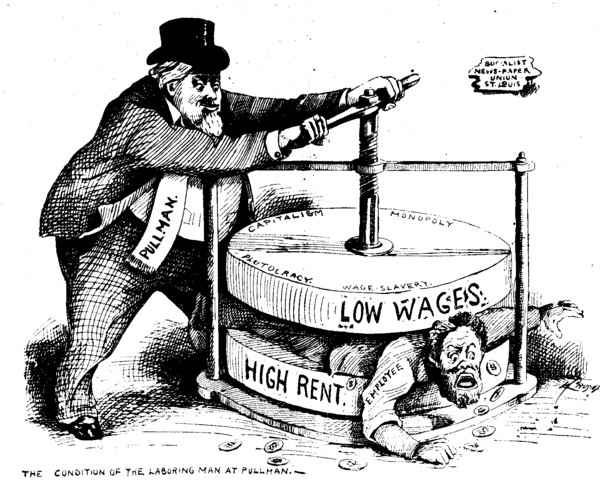
A dolgozó ember állapota Pullmanban. A munkavállalót Pullman a magas bérleti díjak és az alacsony bérek közé szorítja, 1894. július 7.

Az alacsony bér, a drága bérleti díj és az utópisztikus munkáslakótelep kudarcba fulladó eszménye már akkor is problémát jelentett a pullmani munkások számára. A Pullmanhoz hasonló vállalati városokat azzal a tervvel építették, hogy mindent egy kis területen belül tartsanak, hogy a munkásoknak ne kelljen messzire költözniük. A vállalat által működtetett üzletek és lakások használata elvette a versenyt, így a területek nyitva maradtak a kizsákmányolás, a monopolizáció és a magas árak előtt. Ezeket a körülményeket az 1893-as pánik még tovább súlyosbította. George Pullman a csökkenő eladások miatt 20-30%-kal csökkentette a béreket. Nem csökkentette azonban a bérleti díjakat, nem csökkentette az árakat a vállalati üzleteiben, és nem adott jelzést a megélhetési költségek arányos kiigazítására sem. Az alkalmazottak panaszt tettek a vállalat tulajdonosánál, George Pullmannál. Pullman nem volt hajlandó újragondolni a dolgot, sőt, elbocsátotta a tiltakozó munkásokat. A sztrájk 1894. május 11-én kezdődött, amikor a többi alkalmazottja is sztrájkba lépett. Ez a sztrájk azzal ért véget, hogy az elnök amerikai csapatokat küldött a feloszlatására.

## Bojkott
A Pullman-gyári munkások közül sokan csatlakoztak az Eugene V. Debs által vezetett Amerikai Vasúti Szakszervezethez (ARU), amely bojkott indításával támogatta sztrájkjukat, amelyben az ARU tagjai megtagadták a Pullman-kocsikat tartalmazó vonatok közlekedését. A sztrájk idején a Pullman munkásainak mintegy 35%-a volt az ARU tagja. A terv az volt, hogy a vasutakat arra kényszerítik, hogy a Pullmant kompromisszumra bírják. Debs 1894. június 26-án kezdte meg a bojkottot. Négy napon belül huszonkilenc vasút 125 000 munkása "hagyta ott" a munkát, ahelyett, hogy Pullman kocsikat kezelt volna. A vasutak az 1886-ban alakult General Managers' Association (Általános Vezetők Szövetsége) révén koordinálták válaszlépésüket, amelyhez 24 Chicagóval összeköttetésben álló vasútvonal tartozott. A vasutak elkezdtek helyettesítő munkásokat (sztrájktörőket) alkalmazni, ami fokozta az ellenségeskedést. Sok afroamerikait toboroztak sztrájktörőként, és átlépték a sztrájkőrséget, mivel attól tartottak, hogy az Amerikai Vasúti Egyesület által kifejezett rasszizmus kizárja őket egy másik munkaerőpiacról. Ez tovább növelte a szakszervezet faji feszültségét.
1894. június 29-én Debs békés gyűlést rendezett az Illinois állambeli Blue Islanden, hogy a sztrájk mellé támogatást gyűjtsön a vasutasok körében. Ezt követően a tömegben lévő csoportok feldühödtek, felgyújtották a közeli épületeket és kisiklattak egy mozdonyt. Máshol a nyugati államokban a szimpátiasztrájkolók úgy akadályozták meg az áruszállítást, hogy elsétáltak a munkából, elállták a vasúti síneket, vagy megfenyegették és megtámadták a sztrájktörőket. Ez növelte az országos figyelmet és a szövetségi fellépés iránti igényt.

## Helyi válaszok

[https://en.wikipedia.org/wiki/File:940707-gwpeters-nationalguardfiring-harpers-940721.jpg Az Illinois-i Nemzeti Gárda katonáinak ábrázolása, amint 1894. július 7-én, a legnagyobb erőszakos cselekmények napján a sztrájkoló munkásokra tüzelnek

A sztrájk országszerte több száz várost érintett. A vasutasok megosztottak voltak, mivel a régi testvériségek, amelyek a szakképzett munkásokat, például a mérnököket, fűtőket és kalauzokat foglalták magukban, nem támogatták a munkásakciót. Az ARU tagjai támogatták az akciót, és gyakran képzetlen földi személyzetből álltak. Sok területen a városlakók és üzletemberek általában a vasutakat támogatták, míg a farmerek - akik közül sokan a populistákhoz tartoztak - az ARU-t támogatták.
A montanai Billingsben, egy fontos vasúti központban egy helyi metodista lelkész, J. W. Jennings az ARU-t támogatta. Egy prédikációjában a Pullman-bojkottot a bostoni teadélutánhoz hasonlította, és támadta a montanai állami tisztviselőket és Cleveland elnököt, amiért elhagyták "a jacksonista atyák hitét". " Ahelyett, hogy "a nép jogait védte volna az agresszióval és az elnyomó vállalatokkal szemben", azt mondta, hogy a párt vezetői "a tőke pénzarisztokrácia engedelmes eszközei, akik uralni akarják ezt az országot." Billings csendben maradt, de július 10-én a katonák elérték Lockwoodot, Montana államban, egy kis vasúti központot, ahol a csapatszállító vonatot több száz dühös sztrájkoló vette körül. A hadsereg az erőszakot épphogy elkerülve megnyitotta a vonalakat Montanán keresztül. Amikor a sztrájk véget ért, a vasutak elbocsátottak és feketelistára tettek minden olyan alkalmazottat, aki támogatta a sztrájkot.
A kaliforniai Sacramentóban a bojkott hatékony volt, a munkások fellegvárában, de gyenge volt a Bay Area-ban és minimális Los Angelesben. A sztrájk elhúzódott, mivel a sztrájkolók a bércsökkentések miatt régóta fennálló sérelmeiket fejezték ki, és jelezték, mennyire népszerűtlen volt a Southern Pacific Railroad. A sztrájkolók erőszakot és szabotázst követtek el; a vállalatok polgárháborúként tekintettek rá, míg az ARU a képzetlen munkások jogaiért folytatott keresztes hadjáratot hirdette.

## A közvélemény

[https://en.wikipedia.org/wiki/File:940707-warogers-kingdebs-harperscover-300.jpg Az Amerikai Vasutas Szakszervezet elnökét, Eugene V. Debs-t a sajtóban pellengérre állították az 1894-es Pullman-sztrájkkal kapcsolatos élelmiszerosztás és az utasforgalom megzavarása miatt

Cleveland elnök nem gondolta, hogy John Peter Altgeld illinois-i kormányzó képes lenne kezelni a sztrájkot, mivel az egyre nagyobb fizikai és gazdasági károkat okozott. Altgeld munkáspárti gondolkodásmódját és szociális reformszimpátiáját a kívülállók a "német szocializmus" egyik formájának tekintették. Altgeld kritikusai aggódtak amiatt, hogy általában a munkások oldalán állt. A kívülállók azt is hitték, hogy a sztrájk fokozatosan rosszabbodni fog, mivel Altgeld "semmit sem tudott az amerikai fejlődés problémájáról." A közvélemény többnyire ellenezte a sztrájkot, és támogatta Cleveland akcióit. A republikánusok és a keleti demokraták támogatták Clevelandet (a párt északkeleti, üzletbarát szárnyának vezetőjét), de a déli és nyugati demokraták, valamint a populisták általában elítélték őt. Chicago polgármestere, John Patrick Hopkins támogatta a sztrájkolókat, és megakadályozta a chicagói rendőrség beavatkozását, mielőtt a sztrájk erőszakossá vált volna. Altgeld kormányzó, aki demokrata volt, elítélte Clevelandet, és azt mondta, hogy államában minden zavargást meg tud oldani szövetségi beavatkozás nélkül. A sajtó Cleveland pártjára állt, és a sztrájkolókat gazembereknek állította be, míg Hopkins polgármester a sztrájkolók és Altgeld pártjára állt. A New York Times és a Chicago Tribune a sztrájkokért a felelősség nagy részét Altgeldre hárította.
A médiában széleskörű és általában negatív volt a tudósítás. A híradások és a vezércikkek a sztrájkolókat általában külföldieknek ábrázolták, akik vitatták a részt vevő milíciák és csapatok által kifejezett hazafiságot, mivel számos újonnan érkezett bevándorló dolgozott a gyárakban és a vasútnál. A szerkesztők csőcselékre, idegenekre, anarchiára és törvényszegésre figyelmeztettek. A New York Times "a legnagyobb és legfontosabb munkásszervezet és az egész vasúti tőke közötti harcnak" nevezte a sztrájkot. Cleveland elnök és a sajtó attól tartott, hogy a sztrájk anarchiát és társadalmi zavargásokat szít. Cleveland démonizálta az ARU-t, amiért az a szövetségi hatalom elleni lázadásra buzdít és veszélyezteti a közvéleményt. A sztrájkban részt vevő nagyszámú bevándorló munkás tovább szította az anarchiától való félelmet. Chicagóban a bevett egyházi vezetők elítélték a bojkottot, de néhány fiatalabb protestáns lelkész megvédte azt.

## Utóhatás
Debs-t letartóztatták szövetségi vádakkal, többek között a postai forgalom akadályozására irányuló összeesküvés, valamint a Legfelsőbb Bíróság által neki címzett, a vasútakadályozás megszüntetésére és a bojkott feloldására vonatkozó parancs megtagadása miatt. Clarence Darrow, egy neves ügyvéd, valamint Lyman Trumbull védte. Az összeesküvési perben Darrow azzal érvelt, hogy nem Debs és szakszervezete, hanem a vasutak találkoztak titokban, és szövetkeztek ellenfeleik ellen. Mivel a vád érezte, hogy Debs-t fel fogják menteni, az ügyészség ejtette a vádat, amikor az egyik esküdt megbetegedett. Bár Darrow az Egyesült Államok Legfelsőbb Bíróságán is képviselte Debs-t a szövetségi tiltó határozat megsértése miatt, Debs-t hat hónap börtönbüntetésre ítélték.
1895 elején Graham tábornok emlékobeliszket állított a San Franciscó-i Nemzeti Temetőben, a Presidióban, az 1894. július 11-i sacramentói vonatszerencsétlenségben, a sztrájk idején meghalt 5. tüzérség négy katonájának tiszteletére. A vonat egy állítólag szakszervezeti tagok által felrobbantott hídon átkelve tört össze. Graham emlékművén a "Sztrájkolók által meggyilkoltak" felirat szerepelt, amelyet hevesen védelmezett. Az obeliszk ma is a helyén áll.
A Pullman-sztrájkot követően az állam elrendelte, hogy a vállalat adja el a lakótelepeit. 1897-ben, Pullman halálát követő évtizedekben Pullman csak egy újabb South Side-i környék lett. Az 1950-es évekbeli bezárásáig a környék legnagyobb munkaadója maradt. A terület mind nemzeti történelmi műemlék, mind pedig chicagói műemléki kerület. A sztrájk jelentősége miatt számos állami ügynökség és nonprofit csoport a Pullman-negyedek számos újjáélesztését reméli, kezdve a Pullman Parkkal, az egyik legnagyobb projekttel. Ez egy 350 millió dolláros vegyes felhasználású fejlesztés lett volna egy régi acélgyár helyén. A tervek szerint 670 000 négyzetméter új kiskereskedelmi területet, 125 000 négyzetméteres szomszédsági rekreációs központot és 1100 lakóegységet terveztek.

### Politika

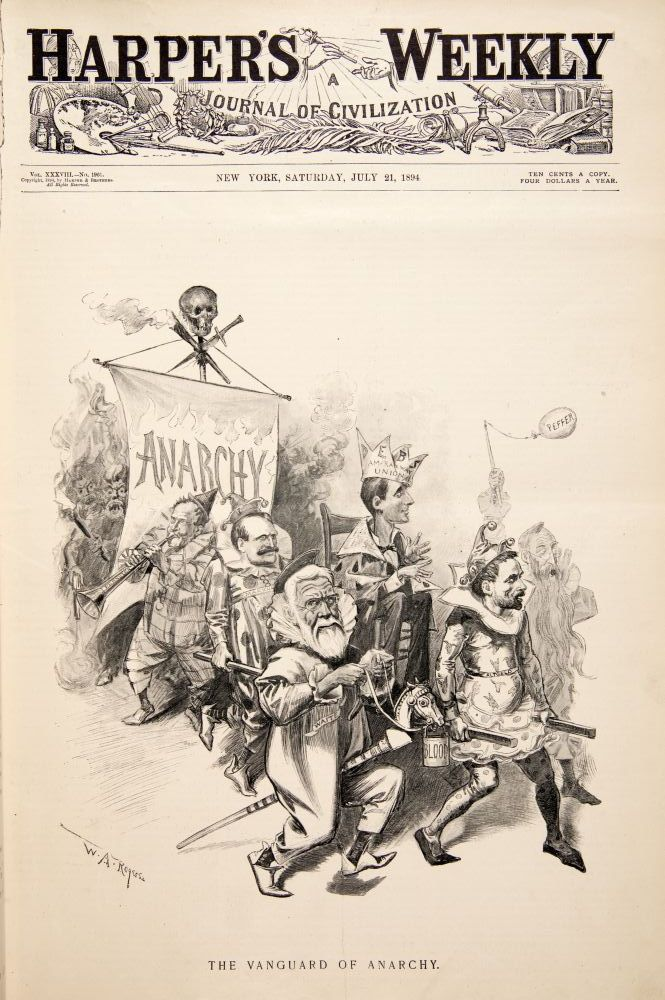
A Harper's Weekly 1894. július 21-én Eugene Debs-t és a sztrájk szervezőit "Az anarchia előőrsének" nevezte.

Miután 1895-ben kiszabadult a börtönből, az ARU elnöke, Debs a szocializmus elkötelezett szószólója lett. 1897-ben segített létrehozni az Amerikai Szociáldemokrácia szervezetet, az Amerikai Szocialista Párt elődjét. A Szocialista Párt listájának élén 1900-ban indult először az elnökválasztáson, az ötből az első alkalommal.
A sztrájk szervezői és különösen Debs ellen polgári és büntetőjogi vádakat is emeltek, és a Legfelsőbb Bíróság egyhangú döntést hozott In re Debs címmel, amelyben elutasította Debs keresetét. John P. Altgeld illinois-i kormányzó felháborodott Clevelandre, amiért a szövetségi kormányt a munkaadók szolgálatába állította, és mert elutasította Altgeld tervét, hogy szövetségi csapatok helyett inkább az állami milíciát alkalmazza a rend fenntartására.
Cleveland kormánya egy nemzeti bizottságot nevezett ki az 1894-es sztrájk okainak tanulmányozására; a bizottság George Pullman paternalizmusát találta részben hibásnak, és "Amerika-ellenesnek" minősítette a vállalat városának működését. A jelentés elítélte Pullmant a tárgyalások megtagadásáért és a Pullman városában dolgozók számára általa okozott gazdasági nehézségekért. "Az esztétikai adottságokat a látogatók megcsodálják, de a dolgozók számára kevés pénzértékkel bírnak, különösen, ha nincs kenyér." Illinois állam pert indított, és 1898-ban az Illinois-i Legfelsőbb Bíróság arra kényszerítette a Pullman Company-t, hogy váljon meg a város tulajdonjogától, mivel a vállalat alapszabálya nem engedélyezte az ilyen jellegű tevékenységeket. A várost Chicagóhoz csatolták. A város nagy része ma történelmi negyedként van kijelölve, amely szerepel a National Register of Historic Places listáján.

### A munka ünnepe
1894-ben Grover Cleveland elnök és a Kongresszus a sztrájk után a szervezett munkásság megbékítésére tett erőfeszítéseként szövetségi ünneppé nyilvánította a munka ünnepét, szemben a radikálisabb május elsejével. Az ünnepnapra vonatkozó törvényt a sztrájk befejezése után hat nappal a Kongresszusban keresztülvitték. Samuel Gompers, aki a szövetségi kormány mellé állt az Amerikai Vasúti Szakszervezet sztrájkjának befejezésére tett erőfeszítéseiben, az ünnep mellett szólalt fel.